# 芦屋市立精道中学校
芦屋市立精道中学校（あしやしりつ せいどうちゅうがっこう）は、兵庫県芦屋市南宮町にある公立中学校。

## 沿革
出典
- 1947年（昭和22年）4月22日 - 現在の県立芦屋高校の地にて開校。開校時点のクラス数は6クラス、生徒数305名。
- 1948年（昭和23年）4月6日 - 第1回入学式を県立芦屋高校講堂にて挙行。
- 1949年（昭和24年）3月23日 - 第1回卒業式を県立芦屋高校講堂にて挙行。
- 1955年（昭和30年）1月22日 - 第1期改築工事完了。
- 1957年（昭和32年）11月11日 - 創立10周年記念行事挙行し、第二期工事落成。
- 1960年（昭和35年）6月15日 - 第3期改築工事完了。
- 1961年（昭和36年）5月1日 - 第4期改築工事完了（特別教室）。
- 1962年（昭和37年）3月31日 - 第5期改築工事完了。
- 1963年（昭和38年）
  - 1月14日 - 創立15周年記念式典。
  - 6月30日 - 水泳プール工事完了。
- 1965年（昭和40年）12月20日 - 第7期改築工事完了。
- 1966年（昭和41年）11月19日 - 図書室工事完了。
- 1974年（昭和49年）3月31日 - 第8期改築工事完了。
- 1983年（昭和58年）8月31日 - 体育館屋根改修工事完了。
- 1986年（昭和61年）12月31日 - 正門造園改修工事完了。
- 1988年（昭和63年）
  - 3月1日 - 本館3階内部改装工事完了。
  - 4月8日 - 視聴覚室内部改装工事完了。
  - 8月31日 - 本館2階、南北校舎2・3階内部改装工事完了。
- 1989年（平成元年）10月15日 - 技術・家庭室、音楽室、美術室内部改装工事完了。
- 1990年（平成2年）
  - 9月10日 - 本館1階、理科教室内部改装工事及び校舎外装工事完了。
  - 11月22日 - 職員便所、更衣室、休憩室、印刷室の改装及び校務員室等の内装工事完了。
- 1991年（平成3年）9月11日 - 体育館内装と体育館及び校舎外装の両工事完了。
- 1992年（平成4年）10月27日 - 新館校舎改修（多目的教室、コンピュータ室、技術・家庭科室）完了。
- 1994年（平成6年）
  - 4月1日 - プール改修工事完了。
  - 9月10日 - グラウンド改修工事完了。
- 1995年（平成7年）
  - 1月17日 - 5時46分頃に発生した阪神淡路大震災により、被害が生じた。また、本校体育館等に避難所が設置された。
  - 3月13日 - グラウンド仮設テントにて、平成6年度卒業証書授与式が挙行された。
  - 5月21日 - 避難所の閉鎖式を行い、仮設住宅入居（グラウンド）開始。
  - 10月31日 - 震災による被害箇所の改修が一通り完了。
- 1996年（平成8年）5月9日 - 図書室改装工事完了。
- 1997年（平成9年）
  - 3月31日 - 仮設住宅（グラウンド）撤去。
  - 4月19日 - 創立50周年記念式典挙行。
  - 4月21日 - グラウンド改修工事完了。
- 1998年（平成10年）
  - 4月27日 - 生徒トイレ（東・グラウンド）照明改修工事完了。
  - 7月15日 - インターネット配線工事完了。
- 1999年（平成11年）4月11日 - 防災用井戸ポンプ工事完了。
- 2000年（平成12年）
  - 4月9日 - 車椅子用スロープ工事完了。
  - 8月30日 - 本館エレベーターと西館スライド式エレベーター工事完了。渡り廊下（本館～体育館）の屋根工事完了。北駐車場新設工事完了。
- 2001年（平成13年）8月31日 - 県警ホットライン設置。
- 2002年（平成14年）8月31日 - 音楽室（2・3階）防音工事完了。
- 2003年（平成15年）7月31日 - インターネットLAN工事完了。
- 2004年（平成16年）8月31日 - ガス配管経年取替え及び体育館屋根改修工事完了。
- 2006年（平成18年）
  - 6月13日 - 基礎学級（難聴）簡易防音工事完了。
  - 12月20日 - ISDN光ネットワーク工事完了。
- 2007年（平成19年）
  - 8月28日 - 体育館耐震工事完了。
  - 12月19日 - パソコン教室パソコン総入れ替え。
- 2008年（平成20年）
  - 10月28日 - 本館耐震化工事完了。本館エアコン設置完了。
  - 12月16日 - 美術教室エアコン設置完了。
- 2009年（平成21年）
  - 4月29日 - 水道管の修理完了。
  - 6月9日 - 体育館前フェンス設置完成。
- 2010年（平成22年）3月19日 - 芦屋市学校園ネットワークシステム構築。
- 2011年（平成23年）10月1日 - 学校図書館電算化し、図書館書架入れ替え工事完了。
- 2019年（令和元年）
  - 5月13日 - 校舎建て替えに伴う仮設校舎着工（グラウンド北東）。
  - 7月6日 - 仮設校舎完成。
  - 7月23日 - 校舎建て替え。一期工事着工。
- 2020年（令和2年）
  - 3月3日 - この日から3月25日まで、新型コロナウイルス感染症対策による臨時休校。
  - 4月1日 - 新型コロナウイルス感染症対策による臨時休校を5月31日まで延長。
  - 6月1日 - 分散登校開始。
  - 6月22日 - 通常授業開始。
  - 12月24日 - 校舎建て替え。一期工事完了。
  - 12月25日 - 新校舎への引っ越し。
- 2021年（令和3年）1月21日 - 給食開始。
- 2022年（令和4年）
  - 7月12日 - 新体育館完成。
  - 10月31日 - グラウンド改修完了。校舎建て替え工事終了。

## 部活動

### 運動部
- 野球部
- バスケットボール部
- サッカー部
- 女子バレーボール部
- 剣道部
- 陸上競技部
- ソフトテニス部

### 文化部
- 茶道部
- 美術部
- 吹奏楽部
- 技術部
- 合唱部

## 校区
- 芦屋市立精道小学校
- 芦屋市立宮川小学校
- 芦屋市立打出浜小学校

## 交通アクセス
- 阪急バス「13」系統で、「宮川小学校前」停留所より、
  - 阪神打出（北向き）方面行のりばから、徒歩約355m・約5分。
  - 南宮町南行（南向き）方面行のりばから、徒歩約395m・約6分。
- 阪神電鉄本線打出駅から、徒歩約575m・約9分。

## 著名な出身者
- 村上春樹 （小説家）[2]
- 大森一樹 （映画監督）[2]
- 中村元樹 （サッカー選手）
- 叶羽時 （元宝塚歌劇団月組娘役）

## 校区が隣接している学校
- 芦屋市立潮見中学校
- 西宮市立浜脇中学校
- 芦屋市立山手中学校
- 神戸市立本庄中学校